# 다카오촌 (효고현)
다카오촌(高雄村)은 효고현 아코군에 있던 촌이다. 현재의 아코시 중심부의 북동일대에 해당한다.

## 역사
- 1889년 4월 1일 - 정촌제 시행에 의해 6촌의 구역을 가지고 사코시촌이 성립하였다.
- 1936년 8월 1일 - 정으로 승격해 사코시정이 되었다.
- 1951년 7월 1일 - 아코정, 사코시정과 합병해 아코시가 성립하여, 동일 다카오촌은 폐지되었다.

## 교통

### 철도
- 아코 철도(본정 폐선 3개월 후인 12월 12일 폐선)
  - 아코철도선

## 참고문헌
- 가도카와 일본지명대사전 28 효고현